# Blekgök
Blekgök (Heteroscenes pallidus) är en fågel i familjen gökar inom ordningen gökfåglar.

## Utbredning och systematik
Fågeln återfinns i Australien och på Tasmanien. Den behandlas som monotypisk, det vill säga att den inte delas in i några underarter.

### Släktestillhörighet
Blekgöken har tidigare placerats i Cacomantis eller Cuculus, men urskiljs allt oftare i det egna släktet Heteroscenes baserat på genetik, morfologi, könslig dimorfism och beteende.

## Status och hot
Arten har ett stort utbredningsområde och tros öka i antal. Internationella naturvårdsunionen IUCN listar den därför som livskraftig (LC).

## Namn
Blekgöken kallades tidigare blek buskgök på svenska, men blev tilldelat ett nytt officiellt svenskt namn av Birdlife Sveriges taxonomikommitté för att betona att den ej längre placeras bland buskgökarna i Cacomantis.